# Истрефи, Нора
Нора Истрефи (алб. Nora Istrefi; род. 25 марта 1986) — косоварская поп-певица. 

## Биография
Музыкальная карьера Норы Истрефи началась в 2003 году, когда она появилась на Радио и телевидении Косова. Два года спустя, в 2005 году, она выпустила свой дебютный альбом, Ëngjëll. В 2006 году она заняла третье место в албанском музыкальном конкурсе «Top Fest» с песней «Nuk mundem». Затем у Истрефи последовало несколько хитов, таких как «Dy shokë» (2010), «Une e di» (feat. Эрмал Фейзулаху, 2011) и «As ni zo» (feat. Mc Kresha 2011). В 2010 году она участвовала в албанском музыкальном конкурсе Kënga Magjike с композицией «All Mine» вместе с Линдитой Халими и Big D., но они были дисквалифицированы. В феврале 2012 года, она выпустила музыкальное видео на сингл «S’ki me ik». В июле того же года вышел её трек «Gangsta».
Летом 2013 года Истрефи выпустила песню «Le Mama» вместе с певицей Гена. Композиция была частичным плагиатом песни «Assou Mama». В ноябре 2013 года она вновь приняла участие в Kënga Magjike, представив песню "I jemi je" . Тем не менее перед конкурсом она смогла примириться с организаторами, отменившими наложенную в 2010 году дисквалификацию.

## Личная жизнь
Нора Истрефи — дочь косоварской певицы Сюзаны Тахирсюляй, популярной в 1980-х и 1990-х годах. Её отец — Незир Истрефи, кинооператор, умерший в 2004 году. У Норы есть две сестры: Нита, работающая стилистом, и Эра — одна из самых успешных певиц Албании и Косово. Нора Истрефи с сентября 2014 года замужем за Робертом Беришей. Весной 2015 года у супругов родилась дочь Рене.

## Дискография

### Альбомы
- 2005 — Engjëll
- 2006 — Opium
- 2008 — Another World